# Bothroprosopa mirifica
Bothroprosopa mirifica är en tvåvingeart som beskrevs av Schmitz 1939. Bothroprosopa mirifica ingår i släktet Bothroprosopa och familjen puckelflugor. Inga underarter finns listade i Catalogue of Life.